# All the King's Men (1949)
All the King's Men (bra: A Grande Ilusão; prt: A Corrupção do Poder) é um filme estadunidense de 1949, do gênero drama, escrito e dirigido por Robert Rossen, com roteiro baseado no romance de Robert Penn Warren All the King's Men, publicado em 1946, que lhe valeu o Prémio Pulitzer de Literatura.

Este filme teria duas refilmagens homônimas: em 1958, dirigida por Sidney Lumet, e em 2006, por Steven Zaillian.

## Prêmios e indicações
| Lista de prêmios e indicações | Lista de prêmios e indicações      | Lista de prêmios e indicações | Lista de prêmios e indicações |
| Premiação/evento              | Categoria                          | Recipiente                    | Resultado                     |
| ----------------------------- | ---------------------------------- | ----------------------------- | ----------------------------- |
| Oscar 1950                    | Melhor filme                       |                               | Venceu                        |
| Oscar 1950                    | Melhor ator                        | Broderick Crawford            | Venceu                        |
| Oscar 1950                    | Melhor atriz coadjuvante           | Mercedes McCambridge          | Venceu                        |
| Oscar 1950                    | Melhor ator coadjuvante            | John Ireland                  | Indicado                      |
| Oscar 1950                    | Melhor direção                     | Robert Rossen                 | Indicado                      |
| Oscar 1950                    | Melhor montagem                    |                               | Indicado                      |
| Oscar 1950                    | Melhor roteiro adaptado            | Robert Rossen                 | Indicado                      |
| Globo de Ouro 1950            | Melhor filme - drama               |                               | Venceu                        |
| Globo de Ouro 1950            | Melhor ator - drama                | Broderick Crawford            | Venceu                        |
| Globo de Ouro 1950            | Melhor ator coadjuvante            | Mercedes McCambridge          | Indicado                      |
| Globo de Ouro 1950            | Melhor direção                     | Robert Rossen                 | Venceu                        |
| Globo de Ouro 1950            | Revelação feminina                 | Mercedes McCambridge          | Venceu                        |
| Globo de Ouro 1950            | Melhor fotografia - preto e branco | Burnett Guffey                | Indicado                      |
| Globo de Ouro 1950            | Melhor trilha sonora               | George Duning                 | Indicado                      |
| Festival de Veneza 1950       | Melhor filme (Leão de Ouro)        |                               | Indicado                      |

## Elenco
- Broderick Crawford.... Willie Stark
- Joanne Dru.... Anne Stanton
- John Ireland.... Jack Burden
- Mercedes McCambridge.... Sadie Burke
- John Derek.... Tom Stark
- Shepperd Struwick .... Adam Stanton
- Anne Seymour .... Lucy Stark

## Sinopse
O filme é sobre a ascensão e queda de um político rebelde do interior que começa exigindo reformas e justiça social, mas acaba embriagado pelo próprio poder.